# Lake Anneen
Lake Anneen är en sjö i Australien. Den ligger i delstaten Western Australia, omkring 610 kilometer nordost om delstatshuvudstaden Perth. 
Omgivningarna runt Lake Anneen är i huvudsak ett öppet busklandskap. Trakten runt Lake Anneen är nära nog obefolkad, med mindre än två invånare per kvadratkilometer. Genomsnittlig årsnederbörd är 309 millimeter. Den regnigaste månaden är januari, med i genomsnitt 73 mm nederbörd, och den torraste är augusti, med 2 mm nederbörd.